# Tamarin empereur
Saguinus imperator
Espèce
Statut de conservation UICN

 LC  : Préoccupation mineure
Statut CITES
Le Tamarin empereur  (Saguinus imperator) est une espèce de primates de la famille des Cebidae et vivant en Amérique du Sud, aisément reconnaissable à sa grosse moustache blanche.

## Description
Son corps mesure de 23 à 25,5 cm, sa queue de 39 à 41,5 cm et son poids est généralement de 450 g. Le rapport longueur bras/jambes (x100) est de 75. Son pelage est noir agouti lavé de blanc sur les flancs. Sa queue est orange rouille brillant, parfois noire dessus, orange dessous avec une extrémité entièrement noire. La tête, les oreilles, les pieds et les mains sont noirâtres. Une bande blanchâtre court au-dessus des yeux bruns. Il est reconnaissable par ses immenses moustaches blanches. Cette description est variable d’une espèce à une autre, et c’est ainsi que :
- Le tamarin empereur à menton noir (S. i. imperator) a un dessus chamois ou agouti grisâtre avec des poils sombres à leur base. Le dessous et l'intérieur des bras sont rougeâtres à orangés mêlés de poils blancs. Les poils du menton sont blancs et courts ne cachant pas la tache noire du menton.

- Le tamarin empereur barbu (S. i. subgrisescens) a plutôt un dessus agouti brun avec des poils clairs (bruns ou blancs) à leur base. Le dessous et l'intérieur des bras sont bruns mêlés de poils blancs. Il a une fine barbe de longs poils blancs cachant pratiquement la tache noire du menton.

## Écologie et comportement

### Alimentation
Le tamarin empereur est frugivore, insectivore et exsudativore. Son régime, diversifié, inclut surtout des fruits cueillis sur des arbres à petite couronne. Il capture également moult insectes sur les feuilles et les petites branches périphériques, fondant sur ses proies comme l’éclair. Il marque une prédilection pour les orthoptères (57 %) tels les criquets, les larves (16 %) et pupes (10 %) de papillons, les adultes (7 %) et larves (2 %) de coléoptères, les fourmis (2 %) sans oublier les araignées et les escargots. De petits vertébrés (lézards, grenouilles arboricoles) et des œufs d’oiseaux figurent aussi à son menu. Pendant la saison humide, il se nourrit quasi exclusivement de fruits (97 %) avec un complément de nectar (1 %), de sève (1 %) et de champignons (1 %). À la saison sèche, il se rabat sur le nectar (52 %), les fleurs (4 %), la gomme et la sève entre septembre et décembre, les fruits continuant de compter pour 41 % tout de même.

### Relations inter et intraspécifiques

#### Comportements basiques

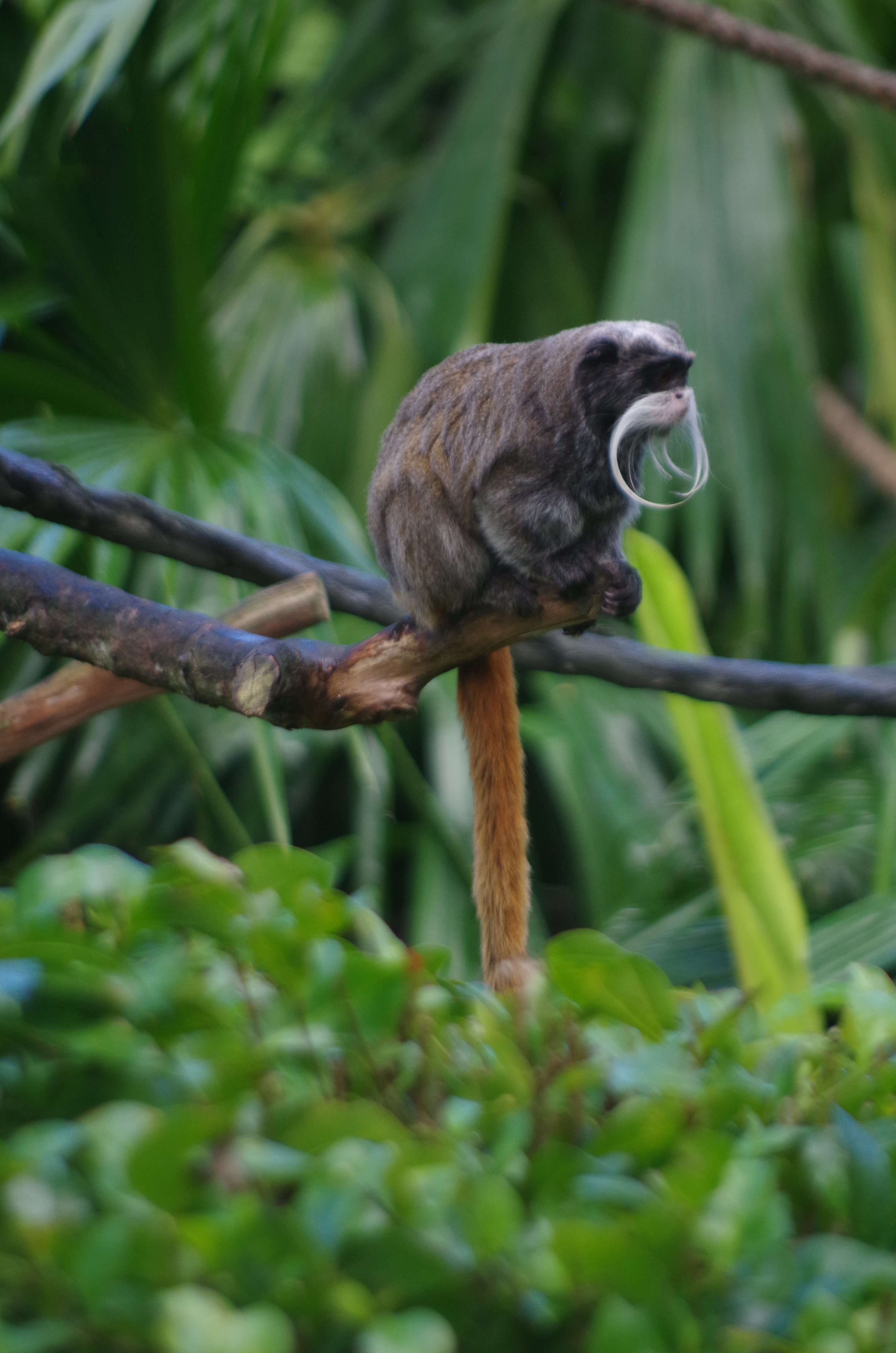
Tamarin empereur au zoo de Martinique

Le tamarin empereur est diurne, arboricole et quadrupède. Très agile, il court et saute de branche en branche comme un bolide miniature.
Le tamarin empereur parcourt chaque jour 1,4 km. Il évolue entre 15 et 30 m au-dessus du sol en petits gangs frénétiques. Il se cache et se repose plusieurs heures par jour dans les enchevêtrements de lianes, avant de s’endormir en groupe compact dans de grands arbres isolés croulant sous la végétation épiphyte et parasite.

#### Comportement social
Les tamarins empereurs forment des groupes multimâles-unifemelles, comptant entre 3 et 8 individus (jusqu’à 15). Ils sont polyandres, voire polygynes ou monogames.

#### Communication
- Communication orale : Le tamarin empereur pousse des gazouillis d’oiseaux, des sifflements tremblés et de longs sifflements descendants. Il vocalise souvent aux limites de son territoire. Il comprend et répond aux cris d'alarme du tamarin à selle (S. fuscicollis). Ses petits cris sont le meilleur moyen d’identifier cette espèce timide, discrète et difficile à observer.
- Communication olfactive : Il marque son domaine à l’aide d’urine.
- Communication tactile : Joueur et amical, c’est hélas un animal de compagnie recherché. Il a toujours besoin de tendresse, aime être pris dans les bras et se met sur le dos pour solliciter toujours plus de caresses.

#### Sympatrie et association
Le tamarin empereur à menton noir (S. i. imperator) est sympatrique du tamarin à selle de Weddell (Saguinus fuscicolis weddelli). Le tamarin empereur barbu (S. i. subgrisescens) est sympatrique du tamarin à selle de Weddell (Saguinus fuscicollis weddelli) et du tamarin à manteau noir (Saguinus nigricollis) sur toute sa distribution. Le tamarin empereur forme des troupes mixtes avec le tamarin à selle et les deux font cause commune dans la défense du territoire. Ils s’entraident pour la détection des dangers : le tamarin empereur excelle à repérer les prédateurs aériens (rapaces), tandis que le tamarin à selle se charge de repérer les prédateurs terrestres (petits félins et serpents). Le tamarin empereur domine le tamarin à selle, si bien qu’il pourra le déloger pour se nourrir en priorité. S’associe également avec le titi brun (Callicebus brunneus) au sud-est du Pérou.

#### Prédateurs
Ses principaux prédateurs sont les petits félins, les rapaces et les serpents.

### Reproduction

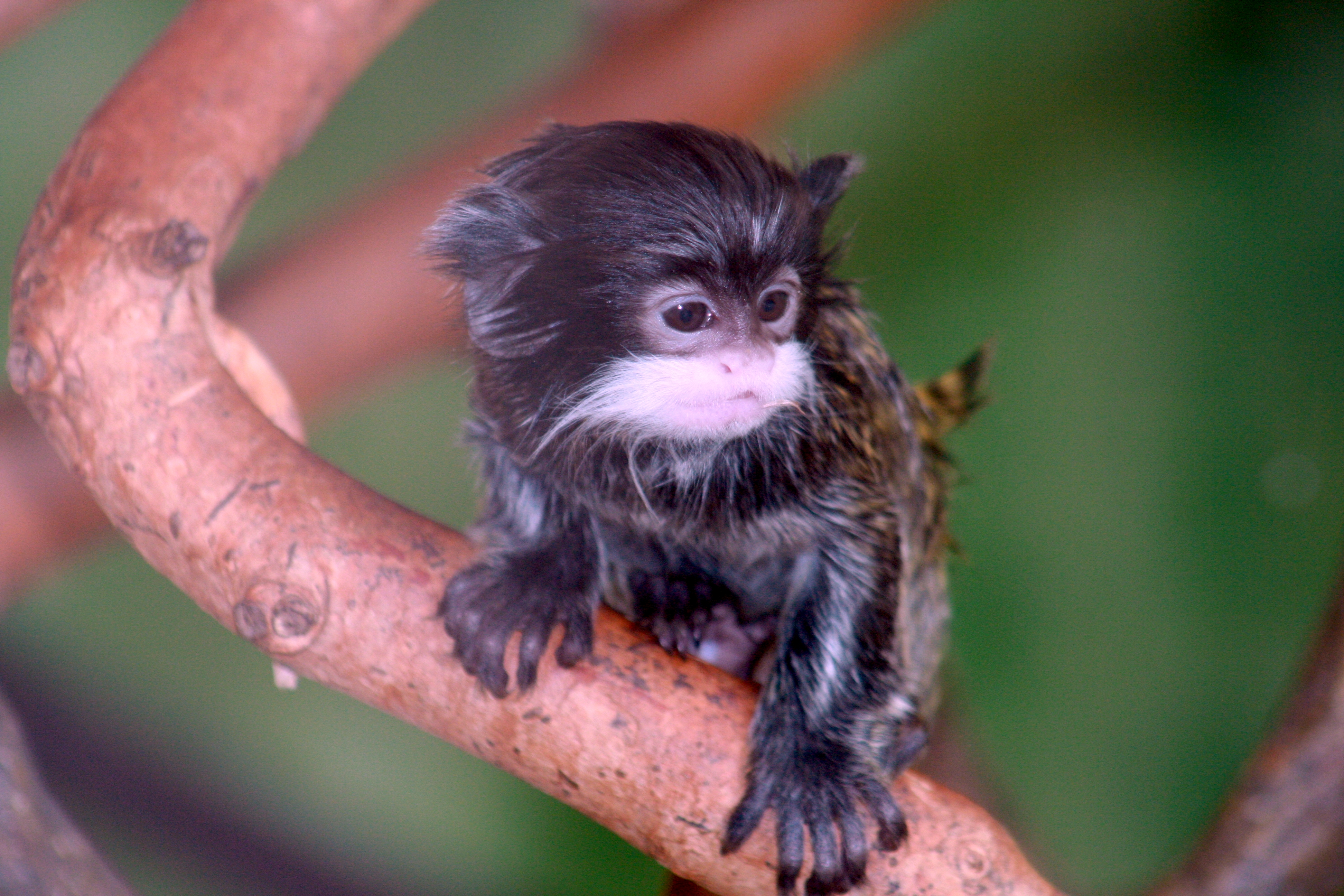
Jeune tamarin empereur âgé de deux mois.

Le cycle œstral dure 15 jours. La femelle met bas 2 petits (rarement 1 ou 3) de 85 g après une gestation de 140 à 145 jours.
Le père et les autres membres du groupe aident au transport des jeunes, les rendant à leur mère le temps du nourrissage (cinq séances quotidiennes de 30 min chacune). Le groupe continue à donner de la nourriture aux jeunes lorsque ceux-ci sont sevrés. Les jeunes s’accrochent au dos des adultes jusqu’à 7 semaines. La maturité sexuelle est entre 16 et 20 mois.
Il peut vivre jusqu’à 17 ans en captivité. Il atteint rarement 10 ans dans la nature.

## Répartition et habitat

### Distribution géographique
Le tamarin empereur vit au sud-est du Pérou, dans l'État d’Acre à l’ouest du Brésil et nord de la Bolivie.

### Habitat
Il vit dans les forêts de plaines primaires mais surtout secondaires, jusqu’à 30 m d’altitude. Il affectionne la dense végétation de plantes grimpantes. On le trouve rarement dans les forêts inondables.

### Domaine
La surface de son domaine est de 30 à 40 ha. Il patrouille activement son territoire et les confrontations frontalières hebdomadaires peuvent se prolonger durant six heures.

## Sous-espèces
- Tamarin empereur à menton noir (S. i. imperator) : Aire très restreinte à l’ouest du Brésil dans l’État d'Acre jusqu’à la frontière péruvienne, entre le Rio Purús au Brésil et le Rio Acre vers le Pérou.
- Tamarin empereur barbu (S. i. subgrisescens) : État d'Acre à l’ouest du Brésil (à l’ouest jusqu’au haut Rio Juruá et très rarement au-delà, à l’est jusqu’au Rio Eirú), sud-est du Pérou (entre le Rio Ucayali à l’ouest, le Rio Muyumanu au sud - sud du Rio Tahuamanú - et la frontière bolivienne à l’est) et nord de la Bolivie (au nord du Rio Madre de Dios).

## Statut
Tamarin empereur à menton noir (S. i. imperator) : Insuffisamment documenté.

## Conservation
Tamarin empereur à menton noir (S. i. imperator) : SE du Rio Acre et PN de la Serra do Divisor (Brésil). Tamarin empereur à menton noir (S. i. imperator) : Zone réservée du haut Río Purús, PN de la Manu (sud-est du Pérou), Rfa. de Manuripi et RE du Río Tahuamanú (nord Bolivie).